# Euhampsonia occidentalis
Euhampsonia occidentalis är en fjärilsart som beskrevs av Rothschild 1917. Euhampsonia occidentalis ingår i släktet Euhampsonia och familjen tandspinnare. Inga underarter finns listade i Catalogue of Life.